# Tresna
Tresna ist eine Ortschaft mit einem Schulzenamt der Gemeinde Czernichów im Powiat Żywiecki der Woiwodschaft Schlesien in Polen.

## Geographie
Der Ort liegt am Fluss Soła in den Kleinen Beskiden (Beskid Mały) am Nordufer des Żywiecer-Stausees. Nachbarorte sind Czernichów im Norden und Zarzecze im Südwesten.

## Geschichte
Der Ort wurde etwa im 16. Jahrhundert auf Rodungsland gegründet und in den 1620er-Jahren erstmals erwähnt.
Bei der Ersten Teilung Polens kam Tresna 1772 zum neuen Königreich Galizien und Lodomerien des habsburgischen Kaiserreichs (ab 1804).
1918, nach dem Ende des Ersten Weltkriegs und dem Zusammenbruch der k.u.k. Monarchie, kam Tresna zu Polen. Unterbrochen wurde dies nur durch die Besetzung Polens durch die Wehrmacht im Zweiten Weltkrieg. Es gehörte dann zum Landkreis Bielitz im Regierungsbezirk Kattowitz in der Provinz Schlesien (seit 1941 Provinz Oberschlesien).
Von 1975 bis 1998 gehörte Tresna zur Woiwodschaft Bielsko-Biała.
Im Jahre 1966 wurde es teilweise vom Żywiecer See überschwemmt.

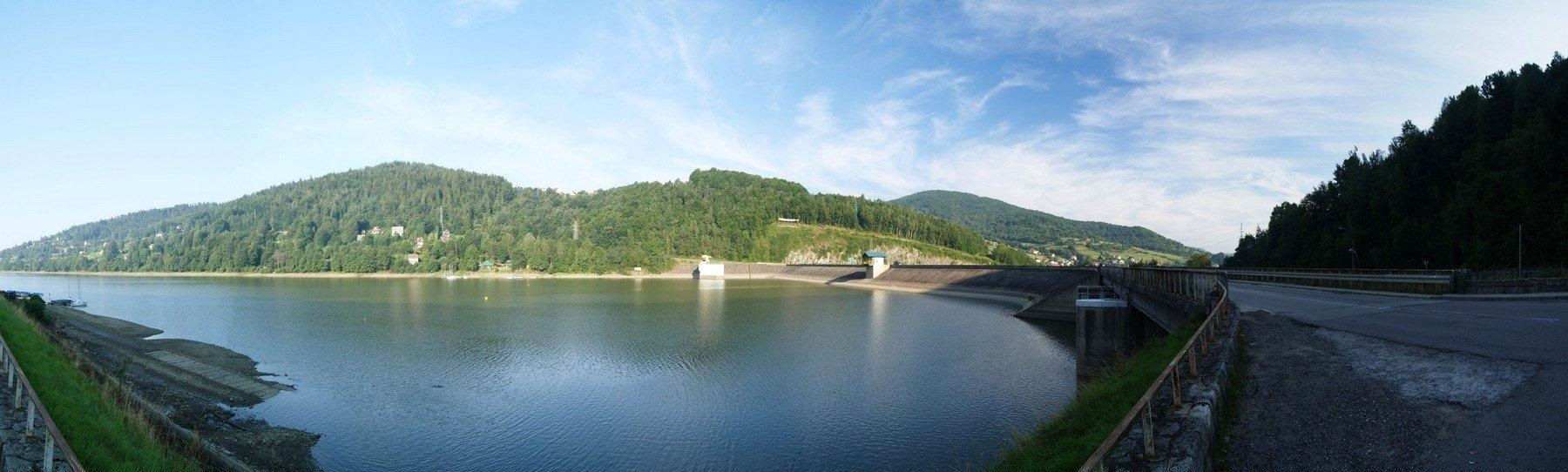
Staudamm in Tresna